# João Geraldo
João Pedro Ferreiro Geraldo (Mirandela, 29 de setembro de 1995) é um mesa-tenista português, que atualmente complete na equipa alemã TTF Liebherr Ochsenhausen. Ao lado de Tiago Apolónia e Marcos Freitas, conquistou a medalha de ouro no Campeonato da Europa de Ténis de Mesa, realizado em Lisboa em 2014 e também conquistou a medalha de ouro nos Jogos Europeus de 2015 em Bacu.